# All Hope Is Gone (dal)
Az All Hope Is Gone a Slipknot egyik dala, az All Hope Is Gone album címadója és az első kislemez róla. Először csak egy napra lett kiadva 2008. június 20-án MP3 formátumban, ami aznap ingyen letölthető volt a zenekar honlapján. Ezt követte a tényleges kiadása kislemezként 2008. június 23-án digitális formában.

## Dallista
1. "All Hope Is Gone" - 4:45

## Helyezések
| Lista (2008)       | Helyezés |
| ------------------ | -------- |
| Svéd kislemezlista | 42.      |
| Brit kislemezlista | 98.      |